# Lamjed Chehoudi
Lamjed Chehoudi (* 8. Mai 1986 in Dubai) ist ein tunesischer ehemaliger Fußballspieler.

## Karriere

### Verein
Chehoudi startete seine Profikarriere beim Schweizer Verein Diambars FC und spielte hier zwei Spielzeiten lang bis ins Jahr 2006. Anschließend heuerte er beim Bahrainer Klub Muharraq Club an. Bis 2009 spielte er für diverse Vereine der arabischen Golfstaaten. 2009 wechselte er in die tunesische Championnat de Tunisie, der höchsten tunesischen Liga, und heuerte bei Club Athlétique Bizertin an. Hier war er bis ins Jahr 2014 für drei weitere tunesische Vereine aktiv. Nach acht Jahren kehrte er schließlich nach Europa zurück und begann für den bulgarischen klub Lokomotive Sofia zu spielen.
Zur Saison 2015/16 wechselte Chehoudi die türkische TFF 1. Lig zum Aufsteiger Elazığspor und blieb dort bis Ende Januar 2017. Den Abschluss seiner Karriere bildete eine kurze Zeit in Saudi-Arabien bei Al-Fateh.

### Nationalmannschaft
Chehoudi startete seine Nationalmannschaftskarriere 2011 mit einem Einsatz für die tunesische U-23-Nationalmannschaft. 2015 debütierte er dann für die tunesische Nationalmannschaft.